# Milieudefensie u. a. gegen Royal Dutch Shell
Milieudefensie u. a. gegen Royal Dutch Shell sind die Parteien eines Rechtsstreits, der mit einer Klage vom 1. Dezember 2020 vor der Rechtbank Den Haag begann.
Die Kläger, Milieudefensie und 17.379 von ihr vertretene Einzelpersonen, Greenpeace, sowie fünf weitere Umwelt- und Menschenrechtsorganisationen, verklagten den Konzern Royal Dutch Shell auf Reduzierung seiner Kohlendioxid-Emissionen entsprechend den Zielsetzungen des Übereinkommens von Paris. Das Gericht sah die Interessen der Einzelpersonen bereits als durch die klagenden Umwelt- und Menschenrechtsorganisationen vertreten und sprach den 17.379 Einzelklägern daher eine Klagebefugnis ab; ebenso einer der sieben Organisationen (Action Aid), da deren Tätigkeiten auf die Unterstützung von Entwicklungsländern fokussiert sei, nicht aber auf diejenige niederländischer Bürger. Es erklärte die übrigen Sammelklagen für unzulässig, soweit sie dem Interesse der gesamten Weltbevölkerung an der Eindämmung des durch Kohlendioxid-Emissionen verursachten Klimawandels dienten.
Im Übrigen gab es der Klage mit Urteil vom 26. Mai 2021 weitgehend statt und verpflichtete den Konzern mit sofortiger Rechtswirkung dazu, seine Kohlendioxid-Emissionen bis zum Jahr 2030 um netto 45 % im Vergleich zum Jahr 2019 zu senken. Dieses Urteil gilt mittlerweile als „historisches Klima-Urteil“.
In der Berufungsinstanz hob der Gerechtshof Den Haag, eines der vier niederländischen Berufungsgerichte, am 12. November 2024 das erstinstanzliche Urteil auf. Gegen diese Entscheidung ist Revision zum höchsten Gericht der Niederlande, dem Hohen Rat, möglich. „Es gilt als sicher“, dass die Hauptklägerin, die Umweltorganisation Milieudefensie, dieses Rechtsmittel einlegen wird.

## Sachverhalt

### Vortrag der Kläger
Die Kläger machten geltend, bei der Beklagten handele es sich um einen der weltweit größten Produzenten und Lieferanten von Erdöl, Erdgas und anderen fossilen Brennstoffen. Als in Den Haag ansässige oberste Dachgesellschaft sei sie, teilweise direkt, teilweise indirekt, an den hierauf gründenden Geschäften beteiligt, die in mehr als 1.100 einzelnen Unternehmen der Shell group mit Sitz in der ganzen Welt abgewickelt werden. In dieser übergeordneten Rolle gebe sie die konzernweite Unternehmenspolitik vor und lege damit u. a. fest, welche Anstrengungen zur Einsparung von Kohlendioxid unternommen bzw. nicht unternommen würden.
Die Kohlendioxid-Emissionen dieses weltweiten Konzerns und seiner Lieferanten und Kunden überstiegen diejenigen vieler Länder. Dies trage in erheblichem Maße zur globalen Erwärmung bei, die einen gefährlichen Klimawandel verursache und so ernsthafte Risiken für die Menschenrechte mit sich bringe, beispielsweise für das Recht auf Leben und das Recht auf Achtung des Privat- und Familienlebens. Klimaschutz sei daher letztendlich auch ein Menschenrecht. Diese Gefahren träfen viele Bewohner der Niederlande und insbesondere die Anrainer des niederländischen Wattenmeers, da der kohlendioxidinduzierte Temperaturanstieg in den Niederlanden bisher etwa doppelt so schnell verlaufen sei wie im globalen Durchschnitt.
Die Achtung der Menschenrechte obliege jedem Unternehmen unmittelbar, sie sei von der Gesetzgebung einzelner Staaten unabhängig. Diese Verantwortung erstrecke sich auch auf seine Lieferanten und Kunden. Der Shell-Konzern habe daher durch eine effiziente Unternehmenspolitik sicherzustellen, dass seine eigenen Emissionen deutlich, nämlich auf das mit der Klage verfolgte Niveau, gesenkt würden. Hinsichtlich der von seinen Lieferanten und Kunden ausgehenden Emissionen habe er die bestmögliche Reduktion derselben zu verfolgen. Die dafür von ihm zu erbringenden finanziellen Opfer würden durch das öffentliche Interesse an der Bekämpfung des für eine sehr große Anzahl von Menschen gefährlichen Klimawandels bei weitem überwogen.
Soweit es vorliegend darum gehe, einem Unternehmen vorsorglich eine bestimmte Verpflichtung aufzuerlegen, damit ein angenommener künftiger Schaden gar nicht erst entstehe, sei dies nach niederländischem Recht aufgrund des wegweisenden Kellerluken-Falls von 1965, in dem der Beklagte wegen fahrlässigen Verhaltens verurteilt wurde, möglich.

### Vortrag der Beklagten
Der beklagte Shell-Konzern bestritt bereits die Zulässigkeit der Klage und machte darüber hinaus geltend, dem klägerischen Vortrag fehle es an jeder Rechtsgrundlage. Zugleich bekräftigte er die Notwendigkeit, den Klimawandel zu bekämpfen, zu diesem Zweck die Ziele des Pariser Abkommens zu erreichen und so die globalen Kohlendioxid-Emissionen zu reduzieren. Bei alledem war er aber der Ansicht, die zur Erreichung dieser Ziele notwendige Energiewende erfordere eine gesamtgesellschaftliche Anstrengung, nicht aber die übermäßige Belastung einzelner Unternehmen. Im Übrigen seien die insoweit notwendigen Entscheidungen so weit reichend, dass sie den Gestaltungsspielraum der Rechtsprechung überschritten und daher nur von der Politik und den zuständigen Gesetzgebern getroffen werden könnten.

### Organisatorisches
Die Klage stellt damit eine weitere der zahlreichen Klimaklagen dar, deren Anzahl nach Angaben der UNEP bereits im Jahr 2020 auf 1550 von 884 im Vorjahr gestiegen war. Sie wurde maßgeblich vom niederländischen Klimaanwalt Roger Cox verfasst, der dafür im Jahr 2022 mit dem Dresden-Preis ausgezeichnet wurde.

## Urteil

### Anwendbarkeit niederländischen Rechts
Das Gericht schloss sich zunächst der klägerischen Sichtweise an, dass auf den vorliegenden Fall niederländisches Recht angewendet werden könne. Dies ergebe sich u. a. aus der europäischen Verordnung Rom II. Artikel 7 dieser Verordnung lautet: Auf außervertragliche Schuldverhältnisse aus einer Umweltschädigung oder einem aus einer solchen Schädigung herrührenden Personen- oder Sachschaden ist das nach Artikel 4 Absatz 1 geltende Recht anzuwenden, es sei denn, der Geschädigte hat sich dazu entschieden, seinen Anspruch auf das Recht des Staates zu stützen, in dem das schadensbegründende Ereignis eingetreten ist.
Die Kläger optierten für die letzte Variante und machten geltend, das schadensbegründende Ereignis bestehe in der für die notwendige Kohlendioxid-Reduktion nicht ausreichenden Unternehmenspolitik der Shell group. Zwischen den Parteien war unstreitig, dass diese Politik, mit unternehmens- und damit weltweiter Wirkung, in der in Den Haag ansässigen Konzernspitze entwickelt wird. Das Argument der Beklagten, eine bloße Unternehmenspolitik könne niemals einen Schaden darstellen; das schadensbegründende Ereignis bestehe allein in der jeweiligen Kohlendioxid-Emission an den einzelnen Werkstandorten, ließ das Gericht nicht gelten. Es hätte bei der klägerischen Rechtswahl zur „applicability of a myriad of legal systems“ geführt und damit dem nach Art. 174 AEUV anzustrebenden hohen Schutzniveau widersprochen. Zusätzlich verwies das Gericht in soweit auf den Grundsatz der Begünstigung des Geschädigten.

### Rechtsverletzungen durch die Beklagte
Das Gericht stützte sein Urteil auf einen ungeschriebenen Sorgfaltsmaßstab des niederländischen Bürgerlichen Gesetzbuchs (Buch 6 Abschnitt 162). Zur Auslegung desselben sei keine andere staatliche Gewalt als die Gerichte berufen und bei dieser Auslegung seien alle relevanten Fakten und Umstände des Falles zu berücksichtigen.
Auf der Grundlage dieses Sorgfaltsmaßstabs stellten sich alle Handlungen als rechtswidrig dar, die im Widerspruch zu dem stehen, was allgemein nach ungeschriebenem Recht akzeptiert wird. Daraus ergebe sich, dass auch der beklagte Konzern bei der Festlegung der Unternehmenspolitik der Shell-Gruppe die in der Gesellschaft übliche Sorgfalt beachten müsse.
Die insoweit übliche Sorgfalt hinsichtlich des Klimaschutzes basiere auf den weltweit erarbeiteten wissenschaftlichen Erkenntnissen über den gefährlichen Klimawandel und dessen Bewältigung, wie sie vor allem vom IPCC erarbeitet wurden. Auf dieser Grundlage sei bekannt, dass das weltweit noch zur Verfügung stehende Kohlendioxid-Budget gegenwärtig noch etwa 460 Gigatonnen betrage. Diese Menge stellt die maximal zulässige weitere Menge dar, die noch emittiert werden darf, wenn die hierdurch induzierte Erwärmung der Atmosphäre auf maximal zwei Grad Celsius begrenzt werden soll. Schon weil die Emission von Kohlendioxid sich niemals restlos vermeiden lasse, müssten alle zur Verfügung stehenden Maßnahmen ergriffen werden, um mit dem verbleibenden Budget so sparsam wie möglich umzugehen. Die Beklagte, die drei Prozent der weltweiten Kohlendioxid-Emission verantworte, stehe daher in einer ganz besonderen Verantwortung.
Nach ihren eigenen regelmäßigen Veröffentlichungen handele es sich bei dem ganz überwiegenden Teil ihrer Emissionen (85 %) um sogenannte Scope 3-Emissionen (so bezeichnet nach dem Greenhouse Gas (GHG) Protocol des World Resources Instituts). Ihre konzerneigene Klimaschutzstrategie werde dieser Verantwortung nicht gerecht. Danach sind 55 Prozent der zum Erreichen der Klimaneutralität im Jahr 2050 vorgesehenen Kohlendioxid-Einsparungen erst in einem Zeitraum nach 2035 vorgesehen. Auch ist die gesamte Strategie wenig konkret und voller Vorbehalte.
Im Hinblick auf den ungeschriebenen Sorgfaltsmaßstab ergebe sich für sie vielmehr die aus dem SR15 report abzuleitende Verpflichtung, ihre Kohlendioxid-Emissionen bis zum Jahr 2030 um netto 45 Prozent im Vergleich zu 2019 zu senken. Wegen des großen Anteils der Scope 3-Emissionen erstrecke sich diese Verpflichtung auch auf die direkten Kunden der Beklagten sowie die Endverbraucher ihrer Produkte.
Unterbleibe diese Reduzierung, laufe die Beklagte Gefahr, die angeführten Menschenrechte zu verletzen. In jedem Fall verletze sie dann den Sorgfaltsmaßstab des niederländischen Bürgerlichen Gesetzbuchs (Buch 6 Abschnitt 162).
Das Gericht erklärte das Urteil hinsichtlich dieser Verpflichtung für vorläufig vollstreckbar. Sie bleibt damit, auch während eines Rechtsmittelverfahrens, so lange bestehen, bis sie gegebenenfalls von einer höheren Instanz wieder aufgehoben wird.

## Rechtsmittel
Wie nach dem Urteil sofort angekündigt, legte der Konzern Rechtsmittel gegen das Urteil ein. Im Berufungsverfahren wurde das Urteil durch ein Zivilgericht im November 2024 aufgehoben.

## Rezeption
Jenseits der Euphorie der Kläger, die davon ausgehen „[d]ieses Urteil verändert die Welt fundamental“, rief es sehr unterschiedliche Reaktionen hervor.
Die bejahte Anwendbarkeit des niederländischen Rechts wurde von einigen Autoren als Forum Shopping kritisiert. Viele Autoren waren der Auffassung, das Gericht sei mit seiner Entscheidung angesichts der Tragweite derselben für das beklagte Unternehmen über seine mittels Gewaltenteilung festgelegten Kompetenzen hinausgegangen. Für diese Auffassung spreche auch die Tatsache, dass das verklagte Unternehmen verurteilt wurde, ohne dass ihm ein Verstoß gegen spezifische Vorschriften vorgeworfen wurde.
Berichtet wurde auch: „Die Börse nimmt das Gericht in Den Haag bisher nicht für voll. Der Aktienkurs reagierte so gut wie gar nicht auf das Sensations-Urteil. Die Investoren gehen ganz offensichtlich davon aus, dass es keinen Bestand haben wird“.
Eine gänzlich andere Bewertung erfährt das Urteil jedoch im Umfeld der Verfechter der erneuerbaren Energien. Hier gilt der Tag seiner Verkündung als der shell verdict point, also als der Tag, ab dem das der Menschheit noch verbleibende Kohlendioxid-Budget so ernst genommen wird, wie seine Bedeutung es verlangt.